# Marijan Bondenalić
Marijan Bondenalić (Bondenalio, pogrešno de Bona), Dubrovčanin iz 15. stoljeća, postao je iza smrti svoje žene franjevac, otišao u Pariz, te je na pariškoj Sorboni vršio profesorsku službu. 
Papa Siksto IV. učinio ga je svojim kućnim kapelanom i tajnim savjetnikom.